# 寺田済一
寺田 済一（てらだ せいいち、1895年（明治28年）2月5日 - 1969年（昭和44年）3月8日）は、日本の陸軍軍人。最終階級は陸軍中将。

## 経歴
東京府出身。陸軍中央幼年学校予科、中央幼年学校を経て、1916年（大正5年）5月、陸軍士官学校（28期）を卒業。同年12月、歩兵少尉に任官し歩兵第59連隊付となる。1923年（大正12年）11月、陸軍大学校（35期）を卒業。
1924年（大正13年）2月、飛行第2大隊付となり下志津陸軍飛行学校で偵察学生として学んだ。1925年（大正14年）5月、歩兵大尉に昇進し、同年6月、兵科を航空兵に転科し航空兵大尉となる。以後、参謀本部員（作戦班）、ポーランド駐在、陸大専攻学生、フィンランド公使館付武官、参謀本部員（作戦課）などを務め、1937年（昭和12年）8月、北支那方面軍参謀に発令され日中戦争に出征。1938年（昭和13年）3月、航空兵大佐に進んだ。陸軍航空本部第1課長、飛行第65戦隊長、陸軍航空総監部教育部長兼航空本部第1部長を歴任し、1941年（昭和16年）8月、陸軍少将に昇進。
1943年（昭和18年）5月、第3航空軍参謀長（南方軍）に発令され太平洋戦争に出征。以後、航空本部総務部長、第4航空軍参謀長を務め、1944年（昭和19年）10月、陸軍中将に進んだ。同年11月、第2飛行師団長に転じレイテ島の戦いに参戦した。1945年（昭和20年）5月、航空本部付となり、同本部教育部長を経て、同年7月、航空本部総務部長兼航空総軍参謀副長に就任し終戦を迎えた。同年12月、予備役に編入され、同年11月から1946年（昭和21年）3月まで航空本部残務整理部長官を務めた。1947年（昭和22年）11月28日、公職追放仮指定を受けた。その後、戦犯容疑で逮捕され、1948年（昭和23年）11月、禁錮10年の有罪判決を受けて服役し、1958年（昭和33年）5月に釈放された。